# Élections générales de 1959 à Gibraltar
Les élections législatives de Gibraltar en 1959 se sont tenues en 1959 pour élire les 7 membres du parlement pour un nouveau mandat de quatre ans.

## Résultats
| Parti | Parti                                                  | Sièges | +/-           |
| ----- | ------------------------------------------------------ | ------ | ------------- |
|       | Association pour la promotion des droits civils (AACR) | 3      | 1             |
|       | Indépendant                                            | 4      | 2             |
| Total | Total                                                  | 7      | en stagnation |